# Leptogaster turkmenica
Leptogaster turkmenica är en tvåvingeart som beskrevs av Paramonov 1930. Leptogaster turkmenica ingår i släktet Leptogaster och familjen rovflugor. Inga underarter finns listade i Catalogue of Life.